# San Felipe Tepemaxalco
San Felipe Tepemaxalco är en ort i Mexiko.   Den ligger i kommunen Tepemaxalco och delstaten Puebla, i den sydöstra delen av landet, 90 km sydost om huvudstaden Mexico City. San Felipe Tepemaxalco ligger 1 853 meter över havet och antalet invånare är 797.
Terrängen runt San Felipe Tepemaxalco är huvudsakligen kuperad. San Felipe Tepemaxalco ligger uppe på en höjd. Runt San Felipe Tepemaxalco är det ganska tätbefolkat, med 75 invånare per kvadratkilometer. Närmaste större samhälle är Acteopan, 9,2 km väster om San Felipe Tepemaxalco. I omgivningarna runt San Felipe Tepemaxalco växer huvudsakligen savannskog.